# Vincent Deniau
Pour les articles homonymes, voir Deniau.
Pas d'image ? Cliquez ici

a Compétitions nationales et continentales officielles uniquement.

b Matchs officiels uniquement.
Vincent Deniau, né le 11 juillet 1982 à Paris, est un joueur français de rugby à XV et international français de rugby à sept qui évolue respectivement aux postes de troisième ligne aile et de pilier.

## Biographie
Originaire de Paris, Vincent Deniau évolue à l'école de rugby du Paris UC, de la catégorie poussin à Reichel.
Contacté par l'AS Montferrand, il intègre le centre de formation auvergnat. Disputant sa première rencontre professionnelle le 12 juin 2004 en Top 14, il n'est plus aligné par la suite avec l'équipe première.
À la recherche de temps de jeu, il quitte Clermont-Ferrand après trois saisons pour rejoindre l'US Dax en 2005 après avoir été contacté par son entraîneur Marc Lièvremont. Débutant en Pro D2, il participe à deux finales d'accession et retourne alors en Top 14.
Il choisit en 2011 de signer un contrat fédéral avec la Fédération française de rugby afin de se concentrer sur sa carrière d'international à sept ainsi que se rapprocher de ses origines familiales.
À l'issue de la saison 2014-2015, la Fédération rompt de manière anticipée son contrat, un an avant les Jeux olympiques,. Deniau assigne plus tard la Fédération aux prud'hommes et obtient gain de cause.
Après avoir mis un terme à sa carrière sportive, il se reconvertit en 2018 dans l'optique de devenir boucher. Diplômé d'un CAP en juin 2019, il gère depuis une Boucherie dans le 6e arrondissement de Paris.

## Palmarès

### En club
- Championnat de France de 2e division :
  - Vainqueur de la finale d'accession : 2007 avec l'US Dax.
  - Finaliste : 2006 avec l'US Dax.

### En équipe nationale
- Équipe de France des moins de 21 ans : participation au championnat du monde 2003 en Angleterre[réf. nécessaire]
- Équipe de France de rugby à sept :
  - Tournoi de France de rugby à sept :
    - Vainqueur : 2005[5],[6].